# Przestrzeń Aleksandrowa
Przestrzeń Aleksandrowa – przestrzeń topologiczna, dla której część wspólna dowolnej rodziny jej podzbiorów otwartych jest zbiorem otwartym. Przestrzenie Aleksandrowa zostały zdefiniowane przez Pawła Aleksandrowa w roku 1937 pod nazwą „przestrzenie dyskretne”.

## Charakteryzacja
Jeżeli {\displaystyle X} jest przestrzenią topologiczną, to następujące warunki są równoważne:
1. {\displaystyle X} jest przestrzenią Aleksandrowa,
2. Suma dowolnej rodziny zbiorów domkniętych w {\displaystyle X} jest zbiorem domkniętym,
3. Dla każdego punktu {\displaystyle x\in X} istnieje najmniejsze (w sensie inkluzji) jego otoczenie otwarte,
4. Filtr otoczeń otwartych dowolnego punktu {\displaystyle x\in X} jest domknięty na dowolne przekroje,
5. Operacja wnętrza na {\displaystyle X} jest rozdzielna względem dowolnych przekrojów,
6. Operacja domknięcia na {\displaystyle X} jest rozdzielna względem dowolnych sum mnogościowych,
7. Istnieje taki praporządek {\displaystyle \leqslant } na {\displaystyle X,} że zbiór {\displaystyle U\subseteq X} jest otwarty wtedy i tylko wtedy, gdy {\displaystyle x\leqslant y} implikuje {\displaystyle y\in U} dla każdych {\displaystyle x\in U,y\in X.}
8. Istnieje taki praporządek {\displaystyle \leqslant } na {\displaystyle X,} że zbiór {\displaystyle U\subseteq X} jest otwarty wtedy i tylko wtedy, gdy {\displaystyle x\geqslant y} implikuje {\displaystyle y\in U} dla każdych {\displaystyle x\in U,y\in X.}
9. Istnieje taki praporządek {\displaystyle \leqslant } na {\displaystyle X,} że zbiór {\displaystyle U\subseteq X} jest domknięty wtedy i tylko wtedy, gdy {\displaystyle x\leqslant y} implikuje {\displaystyle y\in U} dla każdych {\displaystyle x\in U,y\in X.}

## Przykłady
- Każda skończona przestrzeń topologiczna jest przestrzenią Aleksandrowa.
- Przestrzeń dyskretna jest przestrzenią Aleksandrowa.
- Zbiór liczb rzeczywistych jest przestrzenią Aleksandrowa z topologią wprowadzoną przez bazę

{\displaystyle {\mathcal {B}}=\{[-r,\,r]\colon \,r\geqslant 0\}.}

## Własności
- Przestrzeń T1 jest przestrzenią Aleksandrowa wtedy i tylko wtedy, gdy jest dyskretna. W szczególności jedynymi przestrzeniami metryzowalnymi Aleksandrowa są przestrzenie dyskretne.
- Podprzestrzeń, przestrzeń ilorazowa i skończony produkt przestrzeni Aleksandrowa są przestrzeniami Aleksandrowa.
- Obraz przestrzeni Aleksandrowa poprzez przekształcenie ciągłe jest przestrzenią Aleksandrowa.